# Franklin Delano Roosevelt
Franklin Delano Roosevelt (n. 30 ianuarie 1882, Hyde Park, New York, SUA – d. 12 aprilie 1945, Georgia, SUA) a fost cel de-al treizeci și doilea președinte al Statelor Unite ale Americii (1932–1945). S-a remarcat ca fiind una dintre principalele figuri politice ale secolului XX-lea pe plan național cât și internațional, care a contribuit esențial la depășirea crizei economice mondiale și la înfrângerea Germaniei naziste în perioada celui de al Doilea Război Mondial. De asemenea, este singurul președinte din istoria Statelor Unite care a fost instituit în funcție pentru patru mandate consecutiv.

## Biografia

### Originea familiei
Roosevelt - forma pseudo-anglicizată a numelui olandez „Van Rozevelt” sau „Van Rozenvelt”, care înseamnă „din câmpia de trandafiri”. Primele nume de „Roosevelt” din Statele Unite ale Americii au fost Klaus si fiul său Nicolae de unde numele a început a se răspândi. Astfel, în 1828 s-a născut tatăl viitorului președinte al SUA, James Roosevelt. În 1880 se căsătorește cu Sara Delano, devenind doi ani mai târziu părinții lui Franklin Delano Roosevelt. Una dintre cele mai vechi familii din New York, Roosevelt s-au remarcat în mai multe domenii, în afară de politică. Strămoșul familiei Delano în America, în anul 1621 a fost Philippe de La Nua, primul hughenot în „Lumea Nouă”, al cărui nume a fost ulterior anglicizat.

### Tinerețea
Franklin Delano Roosevelt s-a născut în familia lui James Roosevelt și a doua soție a acestuia, Sara Delano. Tatăl, fiind businessman, deținea o proprietate ereditară pe Hyde Park pe râul Hudson și mize importante într-o serie de companii de cărbune și transport. Mama lui Roosevelt, Sara Delano, de asemenea, a aparținut aristocrației locale. În copilărie, Roosevelt călătorea în fiecare vară cu familia în Europa (motiv pentru care deținea cunoștințe bune în limbile străine) și se odihnea pe litoralul mării Noii Anglii, de unde a devenit interesat de chestiunile maritime.
Până la vârsta de 14 ani, a primit educația la domiciliu. Între anii 1896-1899, și-a făcut studiile la una dintre cele mai bune școli din orașul Groton, statul Massachusetts. Între 1900 și 1904, și-a continuat studiile la Universitatea Harvard din Cambridge, unde a primit o diplomă de licență. Ulterior, (1905-1907) a urmat Facultatea de Drept a Universității Columbia și a primit dreptul de a practica profesia de avocat. Astfel, și-a început cariera pe Wall Street la o mare firmă de avocatură.

### Căsnicia și viața de familie
Pe data de 17 martie, 1905, Franklin Delano Roosevelt face primul pas către întemeierea unei familii, căsătorindu-se cu verișoara sa de gradul cinci, Anna Eleanor Roosevelt (1884-1962). Tatăl ei era frate mai mic al președintelui Theodore Roosevelt, care a fost idolul lui Franklin. Cuplul a avut șase copii: Anna Eleanor Roosevelt, James Roosevelt, Franklin Roosevelt, Elliott Roosevelt, Franklin Delano Roosevelt, Jr., John Aspinwall Roosevelt. Al treilea dintre aceștia nu a trăit decât aproape 8 luni. Soția lui FDR a jucat un rol deosebit de important în cariera lui politică, în special după 1921, când Franklin Delano Roosevelt s-a îmbolnăvit de poliomielită și a început să conducă țara din scaunul cu rotile.
Câinele Fala i-a servit lui Roosevelt ca animal de companie pe durata șederii lui la Casa Albă și a devenit cunoscut ca „cel mai fotografiat câine din lume”.

Roosevelt cu soția la Campobello Island, Canada, în 1904
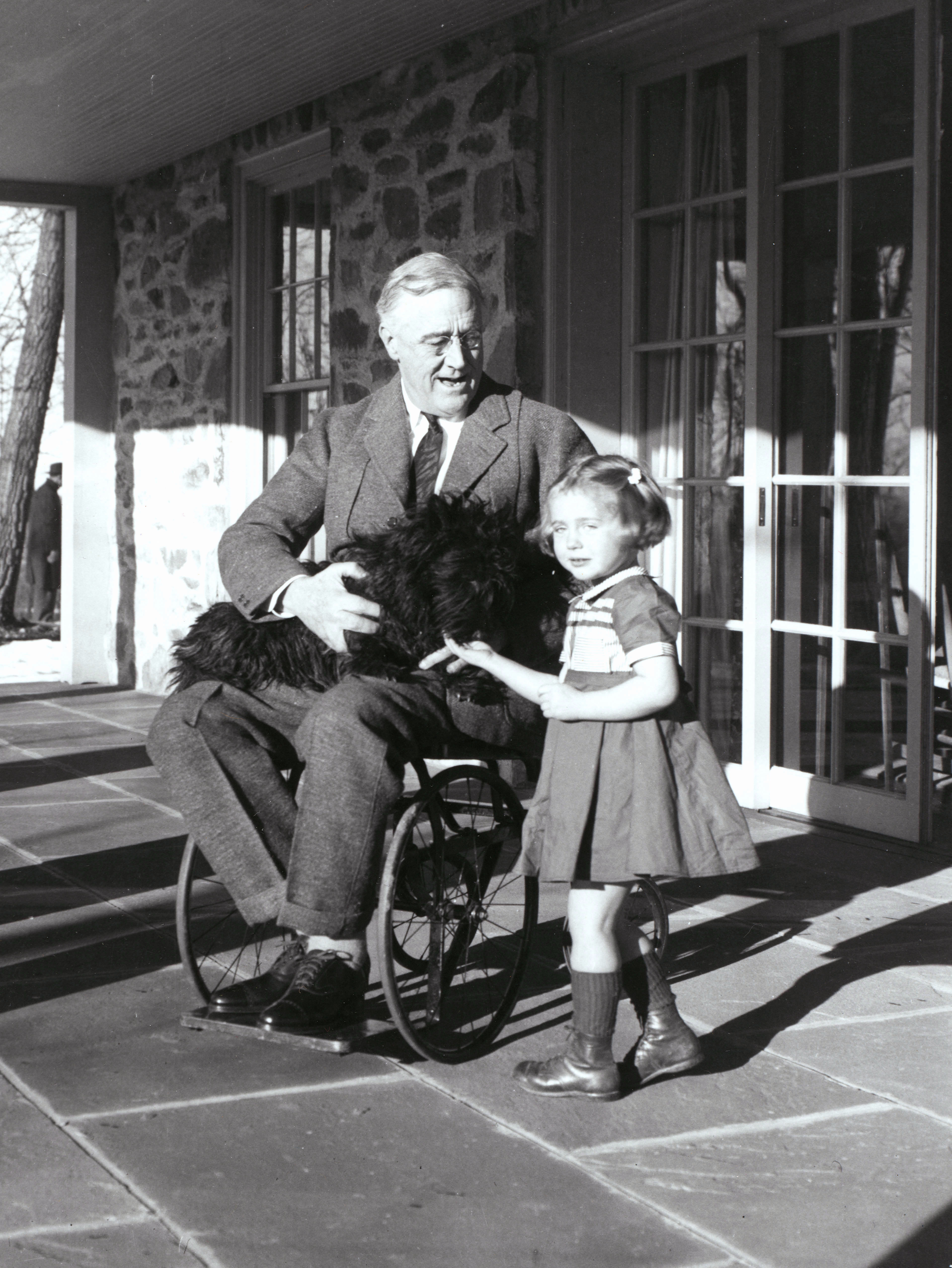
Roosevelt în scaunul cu rotile, 1941
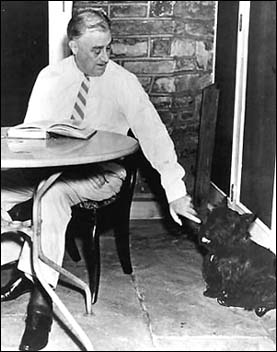
Roosevelt și Fala la Warm Springs, Georgia

## Începutul carierei politice

### Senator al New York
În 1910, Roosevelt a primit o ofertă tentantă din partea Partidului Democrat al Statelor Unite să ocupe funcția de senator în legislatura statului New York. În mod surprinzător, o campanie electorală eficientă, sprijinul Partidului Democrat și influența acestuia în Hudson Valley l-au lăsat să câștige alegerile cu ușurință.
Începând cu 1911, acesta a devenit unul dintre cei mai aroganți și insurgenți lideri oponenți ai „autocrației” lui Tammany, care se voia „dominant” al partidului. O adevărată luptă a început la data de 16 ianuarie a aceluiași an între amândouă taberele de facțiune, la alegerea senatului SUA, când, timp de 74 de zile, noul legislativ a suferit, ceea ce un biograf a numit mai târziu „puterea deplină a lui Tammany”. Unul dintre susținătorii lui Tammany a avertizat că Roosevelt trebuie să fie exclus „înainte ca acesta să tulbure ordinea politică a Partidului Democrat, cum a făcut-o vărul său în Partidul Republican”. Aceste evenimente i-au oferit lui Roosevelt primele experiențe politice importante, Roosevelt devenind o figură populară în rândul locuitorilor statului New York. Știri și articole au fost publicate despre el, fiind interpretat ca un personaj care „i-a pus fiori reci pe spatele lui Tammany”.
În ciuda încasării unei febre tifoide serioase și datorită sprijinului lui Louis McHenry Howe care a condus această campanie, Roosevelt a fost reales pentru încă un mandat și a servit în calitate de președinte a Comitetului pentru Agricultură. Experiența acumulată i-a fost o bună inspirație pentru „Noua Învoială” (original „New Deal”), pe care avea să-l aplice abia peste 20 de ani. În tot acest timp, a devenit mai consistent și mai progresiv în sprijinul forței de muncă și programe sociale pentru femei și copii, vărul Theodore având unele influențe pentru Roosevelt întru realizarea celor propuse. La alegerile prezidențiale din 1912, în opoziție cu Tammany Hall i-a oferit suport lui Woodrow Wilson, pronunțându-se pozitiv pentru acesta.

## Al Doilea Război Mondial
În anul 1933 devine președinte al SUA, câștigând în fața oponentului său, republicanul Herbert Hoover, alegerile electorale. În același an, introduce în SUA politicile New Deal, un răspuns la Marea Criză Economică. Acestea se bazau pe 3 programe reformatoare: Asistență, Recuperare și Reformă. Personaj de mare importanță pentru politica mondială, Roosevelt decide intrarea Statelor Unite ale Americii în cel de-al Doilea Război Mondial, în 1941, împotriva Axei Roma – Berlin – Tokyo.  Astfel, aduce o contribuție remarcabilă în oprirea regimului nazist din Germania și înfrângerea acestuia alături de puterile aliate, Regatul Unit al Marii Britanii, Rusia și Franța liberă. Politica externă purtată de către Roosevelt, centrată pe cooperare, a pus bazele Organizației Națiunilor Unite (ONU), în 1945. Totodată, F. D. Roosevelt este cunoscut ca fiind un om politic cu o reputație de reformator progresiv și care s-a declarat un politician cu o ideologie orientată „puțin spre centru-stânga”. Franklin Delano Roosevelt se stinge din viață cu câteva zile înainte de încheierea celui de-al Doilea Război Mondial din cauza unei hemoragii cerebrale masive, iar președinția este preluată de Harry S Truman.

## Literatură
- Robin Edmonds: Die großen Drei: Churchill, Roosevelt, Stalin. Siedler, Berlin 1999, ISBN 3-442-75566-2.
- Detlef Junker: Franklin D. Roosevelt. Macht und Vision: Präsident in Krisenzeiten (= Persönlichkeit und Geschichte. Biographische Reihe. Bd. 105/106). Muster-Schmidt Verlag, Göttingen 1979, ISBN 3-7881-0105-9.
- Alan Posener: Franklin Delano Roosevelt. Rowohlt Verlag, Hamburg 1999, ISBN 3-499-50589-4.
- Frank Freidel: Franklin D. Roosevelt, 5 Bände, Little, Brown, 1952–1973
- Frank Freidel: Franklin D. Roosevelt: A Rendezvous with Destiny, Little, Brown 1990
- Ronald D. Gerste: Roosevelt und Hitler. Todfeindschaft und totaler Krieg. Schöningh, Paderborn 2011, ISBN 978-3-506-77088-2.[17]
- Myron Charles Taylor, Richard C. Seiler: Kriegskorrespondenz zwischen Präsident Roosevelt und Papst Pius XII. NZN Buchverlag, Zürich 1947.
- Amity Shlaes: Der vergessene Mann: Eine neue Sicht auf Roosevelt, den New Deal und den Staat als Retter. Wiley-VCH Verlag, 1. Auflage 2011, ISBN 978-3-527-50553-1.
- John Charmley: Der Untergang des Britischen Empires: Roosevelt – Churchill und Amerikas Weg zur Weltmacht. Ares-Verlag 2005, ISBN 978-3-902475-04-6.
- H. W. Brands: Traitor to His Class: The Privileged Life and Radical Presidency of Franklin Delano Roosevelt. Doubleday, New York City 2008, ISBN 978-0-385-51958-8.
- John Morton Blum: The Progressive Presidents. The Lives of Theodore Roosevelt, Woodrow Wilson, Franklin D. Roosevelt, Lyndon B. Johnson. Charles River Editors, ISBN 978-0-393-00063-4.